# Іваненко Оксана Дмитрівна
Окса́на Дми́трівна Іване́нко (31 березня (13 квітня) 1906 — 17 грудня 1997) — українська дитяча письменниця та перекладачка. Дочка журналіста та письменника Дмитра Іваненка. Сестра фізика-теоретика Дмитра Іваненка. Мати дитячої письменниці Валерії Іваненко.

## Життєпис
Народилася 31 березня (13 квітня) 1906 року в Полтаві (центрі Полтавській губернії) в будинку, що знаходився неподалік від будинку Івана Котляревського — чим все життя пишалася.
Батько, Дмитро Олексійович Іваненко, працював редактором газети, а мати, Лідія Миколаївна Іваненко, — вчителькою притулку для сиріт «Дома трудолюбия». Мала старшого брата Дмитра, який згодом став фізиком-теоретиком.
Іваненки мали велику домашню бібліотеку. Вдома часто читали вголос твори Андерсена, Гоголя, Шевченка та інших письменників.
Іваненко згадувала:
|  | Писати я почала дуже рано, як тільки вивчилася читати, а читала я з чотирьох років… Псувала на своє безліч паперу… і в шість років вирішила видавати свій журнал. Він називався «Гриб». Мій журнал, правда, після кількох номерів «прогорів»… Але я продовжувала писати нескінченні повісті. |

Навчалася у гімназії, потім — у робітничій школі.
1922 року — вступила до Полтавського інституту народної освіти. У 1923 році — перевелась до Харківського інституту народної освіти, на відділення соціально-правової охорони неповнолітніх факультету соціального виховання, який закінчила у 1926 році. Почала відвідувати літературні вечори, студію, познайомилася з письменниками Павлом Усенком, Олександром Копиленком, а з поетесою Наталею Забілою — здружилася на все життя.
Літо 1924 року провела в Полтаві — була практиканткою в Дитячій колонії імені Максима Горького, яку очолював добрий знайомий матері — Антон Макаренко. Працювала в колонії і влітку 1925 року. А після закінчення інституту — поїхала в колонію на постійну роботу, разом з групою колег-випускників.
25 грудня 1926 року, у Харкові, народила доньку Валерія (Волю), яка згодом стала письменницею.
У 1931 році — закінчила аспірантуру при Українському науково-дослідному інституті педагогіки (назва дисертації — «Дитяча літературна творчість»). Керувала секцією дитячої літератури у Київській філії цього інституту.
У 1932–1939 роках — працювала у видавництві «Молодий більшовик», у 1947–1951 роках — у журналі «Барвінок».
У 1939–1957 роках — мешкала у Києві, в будинку письменників Роліті.
Померла в Києві, 17 грудня 1997 року. Похована на Байковому кладовищі.

## Творчість
Друкувалася з 1925 року. За роки літературної діяльності видала велику кількість книжок для дітей та юнацтва:
- «Майка та жабка» (1930);
- «Дитячий садок» (1931);
- «Черевички» (1933);
- «Лісові казки» (1934);
- «Великі очі» (1936);
- «Джмелик» (1937);
- «Три бажання» (1940);
- «Куди літав журавлик» (1947);
- «Казки» (1958).

Авторка повістей:
- «Друкар книжок небачених» (1947, про Івана Федорова);
- «Рідні діти» (1951);
- «Богдан Хмельницький» (1954);
- «Великий шум» (1967).

Авторка романів:
- «Тарасові шляхи» (1961, перші дві частини вийшли 1939; q:Тарасові шляхи про Тараса Шевченка);
- «Марія» (1973, 1977, 1986, 1988; про Марка Вовчка).

Іваненко багато працювала в галузі художнього перекладу українською мовою. Серед перекладених творів:
- «Тургенєв» Андре Моруа — книга про Івана Тургенєва та російську культуру 19 сторіччя з європейського погляду. Цей переклад вийшов 1977 року значно раніше російського;
- «Малахітова шкатулка» Павла Бажова — з російської (1979);.
- «Сліпий музикант», «Діти підземелля» Володимира Короленка — з російської;
- Казки Ганса Крістіана Андерсена — з данської;

Казки братів Гріммів — з німецької.
Автор сценарію фільму «Гірська квітка» (1937), поставленому В. Т. Артеменком в Одесі.
Авторка книги спогадів «Завжди в житті» (1985).
Її твори видано п'ятитомником «Твори» (т. 1—5, 1984—1994).

## Нагороди
Лауреат літературної премії імені Лесі Українки (1974; за повість «Рідні діти», роман «Тарасові шляхи» та «Лісові казки»). Лауреат Шевченківської премії (1986; за книгу «Завжди в житті»).
Нагороджена орденом Дружби народів, трьома орденами «Знак Пошани», медалями.